# Oriental de Aviación
 (mars 2020).
Oriental de Aviación est une compagnie aérienne vénézuélienne ayant opéré de 1995 à 1999.

## Flotte
- Antonov An-26
- Yakovlev Yak-40